# Аполлон-1

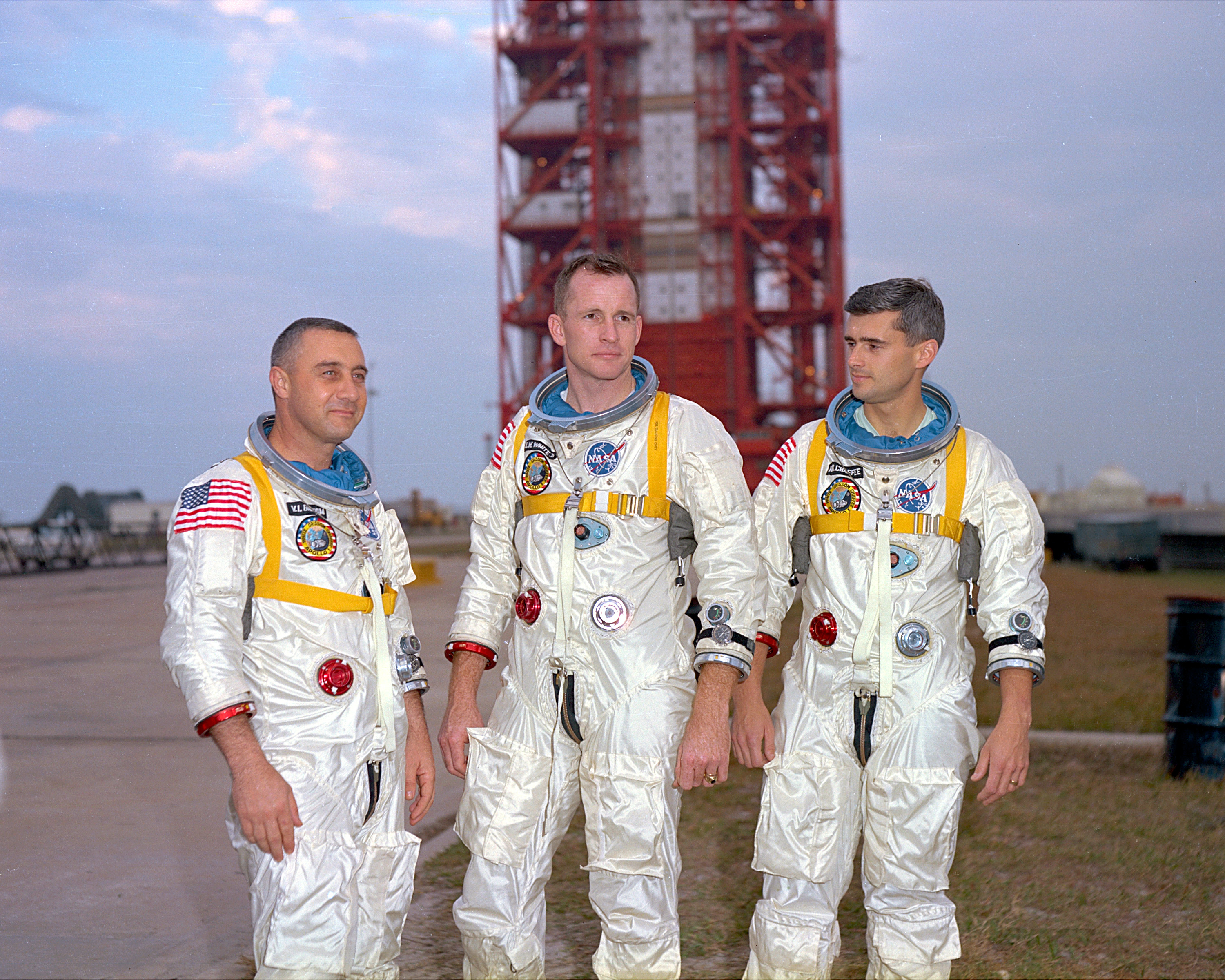
Екіпаж «Аполлона-1»: Гас Гріссом, Ед Вайт, Роджер Чаффі

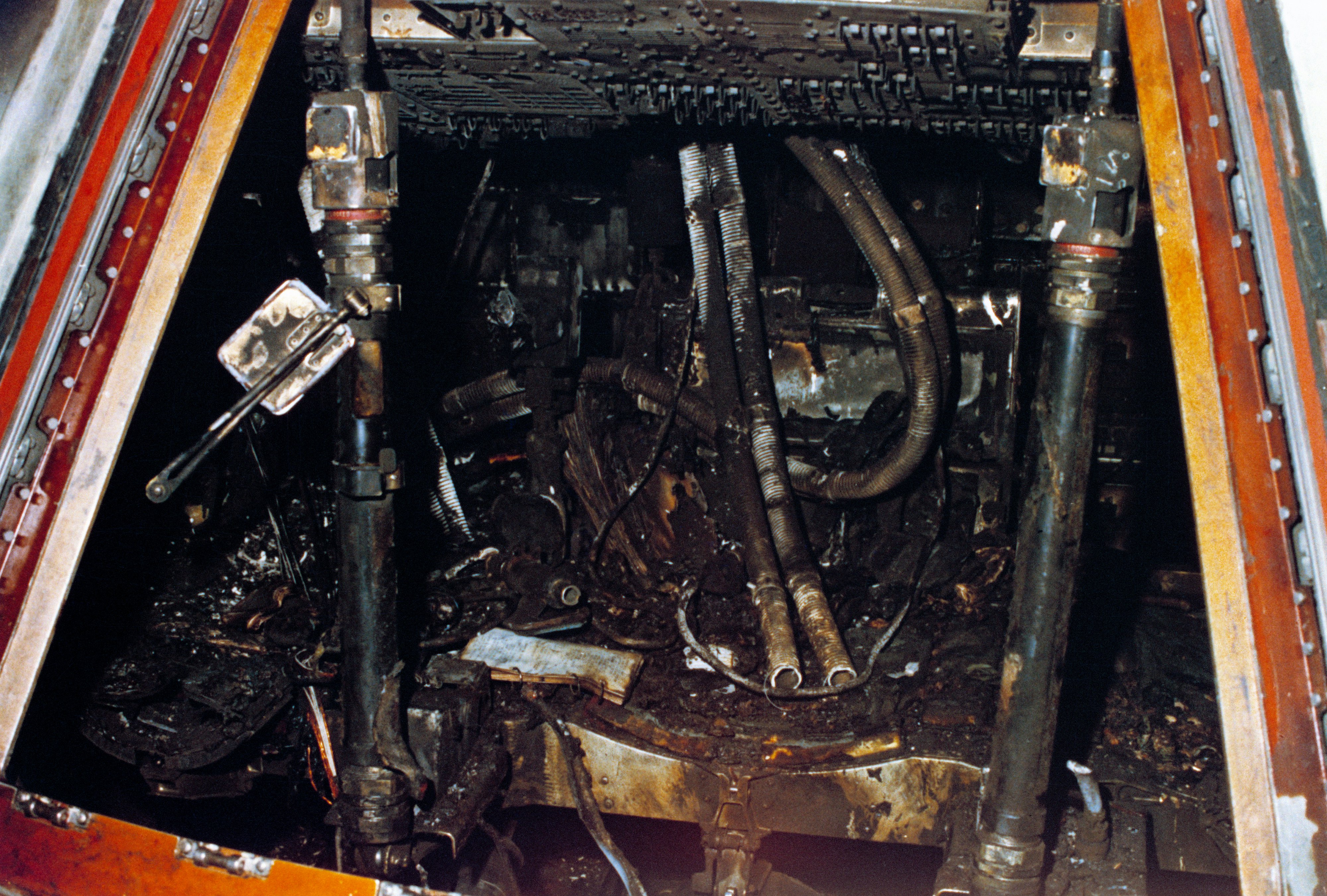
Рештки «Аполлона-1» після пожежі

Аполлон-1 (англ. Apollo-1) — назва, яку одержав космічний корабель Аполлон-Сатурн-204 (англ. Apollo-Saturn 204AS-204) після пожежі під час підготовки до першого пілотованого польоту за програмою «Аполлон».

## Екіпаж

### Основний
- Командир Вірджил Гріссом
- Старший пілот Едвард Вайт
- Пілот Роджер Чаффі

### Запасний (квітень— грудень 1966 року)
- Командир Джеймс Макдівітт
- Старший пілот Девід Скотт
- Пілот Рассел Швайкарт

### Запасний (грудень 1966 року— січень 1967 року)
- Командир Волтер Ширра
- Старший пілот Донн Ейсел
- Пілот Волтер Каннінгем

## Підготовка
Планувалося в останньому кварталі 1966 року здійснити двотижневий пілотований політ для перевірки роботи систем корабля в польоті навколо Землі і перевірку систем ракети-носія під час підготовки до запуску. У випадку неготовності ракети-носія і корабля до пілотованого польоту мав відбутись безпілотний політ.
На початку серпня космічний корабель № 012 мав прибути на космодром. Унаслідок збою в роботі насоса системи охолодження було замінено відсік системи життєзабезпечення, але частину приладів не встигли замінити, оскільки НАСА вимагало доставити корабель на космодром 25 серпня.
25 серпня 1966 року відбувся 13-й успішний запуск «Сатурна» (третій — «Сатурна-1 Бі») і виконав усі завдання. Для першого пілотованого запуску «Аполлона» було обрано двох досвідчених космонавтів (Вірджила Гріссома, що здійснив другий американський суборбітальний політ і перший пілотований політ за програмою Джеміні, Едварда Вайта, що здійснив перший американський вихід у космос) і одного новачка — Роджера Чаффі.
26 серпня Після прибуття на космодром корабель був готовий більш ніж наполовину. Оскільки корабель і симулятор кабіни мали значні відмінності, неможливо було здійснювати підготовку екіпажу в симуляторі.
7 вересня НАСА оголосило план підготовки польоту.
14 вересня відбулась перевірка готовності — підготовка ракети-носія тривала за планом, а корабель відставав на 4 дні.
16 вересня було виявлено 80 розбіжностей між кораблем і ракетою-носієм.
22 вересня було виявлено 152 розбіжності.
Однією з головних проблем було замикання в системі радіокоманд.
7 жовтня було підтверджено відповідність корабля конструкторському проекту і його готовність до польоту, однак залишалося виправити кілька проблем — витік у системі орієнтації, проблеми у реактивній системі управління, проблеми в системі життєзабезпечення, недоліки у кріслах екіпажу.
15 жовтня відбулася успішна перевірка корабля у вакуумній камері без екіпажу.
18 жовтня відбулася перевірка корабля у вакуумній камері з екіпажем. Під час випробування виникли проблеми при імітації висоти 4 км внаслідок виходу з ладу транзистора у одному з інверторів. Після заміни інвертора система працювала задовільно.
19 жовтня основний екіпаж (Гріссом, Вайт, Чаффі) повторили 16-тигодинне випробування, під час якого виникла проблема з регулятором надходження кисню до кабіни. Внаслідок цієї проблеми відклали пілотоване випробування з дублерним екіпажем, заплановане на 21 жовтня.
25 жовтня на заводі під час перевірки тиском службового відсіку корабля № 017 вибухнув паливний бак. Інженери кілька тижнів не могли виявити причину вибуху, оскільки бак не перебував під надвисоким тиском. Службовий відсік корабля № 012 пройшов подібні випробування, тому інженери мали з'ясувати причину до запуску корабля.
Паралельно на заводі і на космодромі відбулись випробування, під час яких виявилося, що для перевірки тиску використовувався метанол, який спричинив корозію титанового сплаву, з якого було виготовлено баки. Заміна метанолу інертною рідиною усунула цю проблему. Бак вилучили з відсіку, що запобігло небезпечній корозії.
1 листопада на космодромі було видалено відсік системи життєзабезпечення.
8 листопада закінчилася установка нового відсіку системи життєзабезпечення, однак залишалися проблеми з системою охолодження, що не були вирішені до кінця листопада.
17 листопада було переглянуто план підготовки внаслідок наявних проблем.
9 грудня НАСА змінило план підготовки і перенесло запуск з кінця 1966 на лютий 1967. У серпні 1967 планувалося здійснити окремий запуск місячного модуля, після чого дві ракети-носії Сатурн-1Бі мали запустити пілотований корабель і місячний модуль з наступним стикуванням. У випадку успішного польоту мав відбутися запуск однією ракетою-носієм «Сатурн V» для випробування на орбіті Землі.
5 грудня було вилучено відсік системи життєзабезпечення
16 грудня відсік повернули на космодром для установки в корабель.
Увесь цей час службовий відсік перебував у вакуумній камері в очікуванні командного модуля для перевірки разом.
Під час випробування у вакуумній камері зруйнувався світильник і його уламки при падінні пошкодили кілька сопел маневрових двигунів
У грудні 1966 було підготовлено 9 експериментів для AS-204 з 30 запланованих. Хоча екіпаж не мав достатньо часу для тренування у симуляторі, другий екіпаж Аполлона — Волтер Ширра, Дон Ейзел і Волтер Канінгем, та їхні дублери — Френк Борман, Томас Стаффорд і Майкл Коллінз — почали тренування відповідно до плану.
28 грудня відбулась безпілотна перевірка корабля у вакуумній камері, під час якої виникли проблеми з радіозв'язком.
30 грудня новий запасний екіпаж (Ширра, Ейзел, Каннінгем) успішно перевірив корабель у вакуумній камері, під час якої виникли проблеми з радіозв'язком на дуже високих частотах.
5 січня, з випередженням плану на 6 діб, до космічного корабля було приєднано конічний перехідник (англ. Spacecraft-to-LM Adapter).
6 січня корабель було переміщено з технічного комплексу на стартовий майданчик.
18 січня відбулися перевірки електричних з'єднань і системи аварійного сповіщення.
25 січня було здійснено повторну перевірку електричних з'єднань і системи аварійного сповіщення тривалістю 24 години, під час якого виникла затримка внаслідок проблеми у системі автоматичної перевірки обладнання. Відсік приладів не зафіксував симуляцію запуску.

## Тренування
27 січня 1967 року на стартовому комплексі № 34 космічного Центру ім. Кеннеді, що на мисі Канаверал, відключили усі комунікації для перевірки роботи ракети-носія і корабля від власних джерел живлення.
О 13:00 за місцевим часом, після розміщення екіпажу у складі Вірджила Гріссома, Едварда Вайта і Роджера Чаффі всередині, техніки загерметизували люк корабля і закрили люк носового обтічника. Космонавти мали на собі біомедичні датчики, були приєднані до системи зв'язку і підключені до системи життєзабезпечення. Почалася продувка скафандрів і атмосфери кабіни газами окрім кисню.
Першим звітом Гріссома було повідомлення про своєрідний запах атмосфери у скафандрі, подібний до запаху прокислого молока. Після взяття проби повітря з системи подачі повітря до скафандрів було вирішено продовжити випробування.
Після звільнення кабіни і скафандрів від зовнішньої атмосфери було подано чистий кисень із тиском 11,5 Н/см². Під час подавання кисню періодично спрацьовувала сигналізація. Під час обговорення з інженерами системи життєзабезпечення було висловлено припущення, що сигналізація спрацьовувала внаслідок рухів екіпажу.
Екіпаж перевірив списки, прослухав зворотний відлік.
Виникли проблеми зі зв'язком — спершу вийшла з ладу лінія зв'язку між командиром екіпажу Гріссомом і контрольною кімнатою, екіпаж виправив проблему. Відтак виникли проблеми зі зв'язком між спорудами на стартовому комплексі, що спричинило зупинку зворотного відліку о 17:40 за місцевим часом. Імовірною причиною були тонкі дроти, що легко пошкоджувались. Інші системи працювали нормально.

## Пожежа
О 18:31 за місцевим часом, коли техніки були готові відновити зворотний відлік, наземні прилади показали неочікуване зростання потоку кисню до скафандрів.
За 4 секунди один з членів екіпажу, імовірно Чаффі, майже недбало повідомив: «Вогонь. Я відчуваю запах диму». За 2 секунди Вайт заявив більш наполегливо: «Вогонь в кабіні».
Гріссом зменшив висоту підголівника Вайта, щоб той зміг дотягтися до запірного механізму. За одним джерелом, Вайт зміг частково відкрити засувку до того, як задихнувся димом. Водночас Чаффі перемкнув живлення і увімкнув освітлення в кабіні для покращення огляду. Техніки зайшли до верхнього приміщення башти обслуговування для допомоги космонавтами ззовні, у цей момент командний модуль вибухнув. Вогонь і густий чорний дим з корабля почали наповнювати приміщення. Виникли побоювання, що вогонь може досягти системи аварійного порятунку на старті і увімкнути її, що знищило би усю башту обслуговування. Частина техніків втекла, дослухавшись інстинкту, але решта кинулась на допомогу космонавтам.
Вогонь тривав 1 хвилину після першого повідомлення про вогонь і першими спробами врятувати. Спроби відкрити люк тривали понад 5 хвилин внаслідок високої температури і щільного диму. Пожежники прибули через 3 хвилини після відкриття люка, згодом прийшли медики.
Космонавти загинули внаслідок асфіксії монооксидом вуглецю і опіків.
Вогонь знищив 70 % скафандра Гріссома, 25 % — Вайта і 15 % — Чаффі.
Під час спробу порятунку димом отруїлися 27 осіб, двох було госпіталізовано.

## Причини
- На відміну від апаратів «Меркурій» і «Джеміні», люки яких відкривалися назовні, в кораблі Аполлон люк відкривався досередини, відкривання тривало щонайменше 90 секунд за звичайних умов[1].
- На кораблях серії «Аполлон» використовувалася пожежонебезпечна киснева атмосфера.
- Безпосередньою причиною запалення стала іскра або коротке замикання у електропроводці.
- Космонавти загинули через отруєння продуктами горіння через 5 хвилин після займання.

## Наслідки
34-й стартовий комплекс було використано пізніше тільки для запуску «Аполлона-7» та згодом демонтовано; на збережених конструкціях встановлена меморіальна дошка з написом: «В пам'ять про тих, хто склав найвищу жертву для того, щоб інші могли досягнути зірок. До зірок крізь тернії, Господь провів до часу команду „Аполлона-1“» (англ. In memory of those who made the ultimate sacrifice so others could reach for the stars, Ad astra per aspera, God speed to the crew of Apollo 1.).

## Зміни у конструкції командного модуля
- Під час запуску кабіна заповнювалася атмосферою, що складалася з 60 % кисню та 40 % азоту з тиском 1 атм. Під час польоту протягом перших 24 годин склад повітря змінювався на 100 % кисню, та тиск зменшувався до приблизно 0,136 атм.
- Люк відчинявся назовні протягом менш ніж 10 секунд.
- Легкозаймисті матеріали були замінені на вогнетривкі.
- Арматуру та проводку вкрили ізоляцією.
- Виправили 1407 проблем проводки.
- Нейлонові скафандри замінили скафандрами з вогнестійких матеріалів.
- Додали аварійну систему відкривання люку (патрон з азотом під високим тиском для швидкого відкривання)